# سعد الله ونوس
سعد الله ونّوس (27 مارس 1941 - 15 مايو 1997)، مسرحي سوري، من مواليد قرية حصين البحر الساحلية القريبة من مدينة طرطوس. كتبت في أعماله العديد من الدراسات والأبحاث، كما عقد حول أدبه غير مؤتمر وندوة ولقاء.

## السيرة الشخصية
درس ونوس الشهادة الابتدائية في مدرسة القرية، ثم تابع الدراسة في ثانوية طرطوس حتى البكالوريا، وفي فترة مبكرة بدأ يقرأ ما تيسر له من الكتب والروايات، وكان أول كتاب اقتناه وعمره 12 سنة هو (دمعة وابتسامة) لجبران خليل جبران، ثم نمت مجموعة كتبه وتنوعت (طه حسين وعباس محمود العقاد وميخائيل نعيمة ونجيب محفوظ ويوسف السباعي وإحسان عبد القدوس وغيرهم).
حصل ونوس في العام 1959 على الثانوية العامة وسافر إلى القاهرة في منحة دراسية للحصول على ليسانس الصحافة من كلية الآداب جامعة القاهرة وأثناء دراسته وقع الانفصال في بين مصر وسوريا مما أثر كثيرا عليه وكانت هذه الواقعة بمثابة هزة شخصية كبيرة أدت إلى أن كتب أولى مسرحياته والتي لم تنشر حتى الآن وكانت مسرحية طويلة بعنوان (الحياة أبداً) عام 1961. وفي 1962 نشر في مجلة الآداب مقالا حول الوحدة والانفصال وكذلك عدة مقالات في جريدة النصر الدمشقية.
في العام 1963 حصل ونوس على ليسانس الصحافة وانتهى من إعداد دراسة نقدية مطولة عن رواية (السأم) لألبرتو مورافيا ونشرها في الآداب وفي نفس المجلة نشر مسرحيته (ميدوزا تحدق في الحياة) بعدها عاد إلى دمشق وتسلم وظيفته في وزارة الثقافة.

## نشاطه
تصاعد نشاط ونوس الأدبي في العام 1964 حيث نشر ثلاث مسرحيات قصيرة في الآداب البيروتية والموقف العربي بدمشق وهي مسرحيات (فصد الدم) و(جثة على الرصيف) و(مأساة بائع الدبس الفقير) بالإضافة إلى العديد من المقالات والمراجعات النقدية. وفي عام 1965 صدرت أول مجموعة له من المسرحيات القصيرة عن وزارة الثقافة تحت عنوان (حكايا جوقة التماثيل) وقد ضمت المجموعة ست مسرحيات منها (لعبة الدبابيس) و(جثة على الرصيف) و(الجراد) و(المقهى الزجاجية) و(الرسول المجهول في مأتم انتيجونا).
في العام 1966 حصل ونوس على إجازة دراسية من وزارة الثقافة وسافر إلى باريس ليطلع على الحياة الثقافية هناك ويدرس المسرح الأوروبي، ولم يكتف بالمشاهدة والدراسة فقد نشر في الآداب والمعرفة وجريدة البعثعددا من الرسائل النقدية عن الحياة الثقافية في أوروبا. وقد كانت نكسة 1967 بمثابة الطعنة المسددة لشخص سعد الله ونوس، أصابته بحزن شديد خاصة وأنه تلقى النبأ وهو بعيد عن وطنه وبين شوارع باريس فكتب مسرحيته الشهيرة (حفلة سمر من أجل خمسة حزيران) ثم مسرحية (عندما يلعب الرجال) وتم نشرهم في المعرفة مع عدد من الدراسات التي نشرت في الطليعة الإسبوعية السورية. وفي نهاية ذلك العام عاد إلى دمشق حيث عهدت وزارة الثقافة إليه بتنظيم مهرجان دمشق المسرحي الأول في شهر مايو وبالفعل أقيم المهرجان وتم تقديم أول عرض مسرحي لونوس من إخراج علاء الدين كوكش وكانت مسرحية (الفيل يا ملك الزمان) التي كان قد انتهى من كتابتها عام 1969 قبل بدء المهرجان بفترة وجيزة، كما أخرج رفيق الصبان (مأساة بائع الدبس الفقير) وتم تقديم العملين في عرض واحد خلال المهرجان.
في العام 1970 أجرى حوارين مع برنار دورت وجان ماري سيرو نشرا في المعرفة وكذلك أصدر بيانات لمسرح عربي جديد واختتم العام بنشر مسرحيته (مغامرة رأس المملوك جابر). وفي 1972 كتب مسرحية (سهرة مع أبي خليل القباني) وعام 1976 ترجم كتاب (حول التقاليد المسرحية) لجان فيلار وأعد (توراندوه) عن مسرحية لبريخت تحمل نفس العنوان وترجم وأعد (يوميات مجنون) لجوجول بعدها حصل على منصب مدير المسرح التجريبي في مسرح القباني حيث كان عليه أن يؤسس هذا المسرح ويضع برنامجه. عام 1977 نشر في ملحق الثورة الثقافي على عددين مسرحية (الملك هو الملك) التي أخرجها فيما بعد المخرج المصري مراد منير وعرضها في القاهرة ودمشق حيث حضر ونوس العرض في دمشق وهو يعاني من السرطان. كما نشر في العام 1977 دراسة (لماذا وقفت الرجعية ضد أبي خليل القباني) وعرضت (يوميات مجنون) في المسرح التجريبي من إخراج فواز الساجر، وأسس ورأس تحرير مجلة (الحياة المسرحية) عام 1978 قدم مسرحية (رحلة حنظلة من الغفلة إلى اليقظة) وهي إعادة تأليف لمسرحية بيترفايس، ثم ترجم مسرحية (العائلة توت) 1979.

## مؤلفاته
- الحياة أبداً (1961) (نشرت عام 2005 بعد وفاة الكاتب)
- ميدوزا تحدق في الحياة (1964)
- فصد الدم (1964)
- عندما يلعب الرجال (1964)
- جثة على الرصيف (1964)
- مأساة بائع الدبس الفقير (1964)
- حكايا جوقة التماثيل (1965)
- لعبة الدبابيس (1965)
- الجراد (1965)
- المقهى الزجاجي (1965)
- الرسول المجهول في مأتم أنتيجونا (1965)
- حفلة سمر من أجل خمسة حزيران (1968)
- الفيل يا ملك الزمان (1969)
- مغامرة رأس المملوك جابر (1971)
- سهرة مع أبي خليل القباني (1973)
- الملك هو الملك (1977)
- رحلة حنظلة من الغفلة إلى اليقظة (1978)
- الاغتصاب (1990)
- منمنمات تاريخية (1994)[9]
- طقوس الإشارات والتحولات (1994)
- أحلام شقية (1995)
- يوم من زماننا (1995)
- ملحمة السراب (1996)
- بلاد أضيق من الحب (1996)
- رحلة في مجاهل موت عابر (1996)
- الأيام المخمورة (1997)

## جوائز
كُرِّم سعد الله ونوس في أكثر من مهرجان أهمها مهرجان القاهرة للمسرح التجريبي ومهرجان قرطاج الدولي وتسلم جائزة سلطان العويس الثقافية عن المسرح في الدورة الأولى للجائزة.

## مرضه ووفاته
بعد إصابة ونوس بمرض السرطان في أوائل التسعينيات لم يستسلم له وعاد إلى الكتابة بعد فترة توقف طويلة شملت معظم الثمانينيات فقدم أعظم أعماله ومنها (منمنمات تاريخية) و(الليالي المخمورة) و(طقوس الإشارات والتحولات) وقد تم عرض (طقوس الإشارات والتحولات) في لبنان ومصر بعد وفاته من إخراج المخرجة اللبنانية نضال الأشقر والمخرج المصري حسن الوزير كذلك مراد منير (الليالي المخمورة) على مسرح الهناجر بالقاهرة.
توفي سعد الله ونوس في 15 أيار (مايو) 1997 بعد صراع طويل استمر خمس سنوات مع مرض السرطان.

## وصلات خارجية
سعد الله ونوس وملحمة السراب (دراسة بالفرنسية)